# Gabriele Paveri Fontana
Gabriele Paveri Fontana (Piacenza, 1420 – Milano, 5 agosto 1490) è stato un umanista e letterato italiano, legato alla dinastia sforzesca.

## Biografia
Nato intorno al 1420 a Piacenza da Pietro Giovanni e da Caterina di Gregorio Lastrilli, Gabriele fu allievo di Francesco Filelfo, l'umanista di spicco della seconda fase dell'umanesimo lombardo. Magister a Milano intorno agli anni '50, si fece fama di precettore educando Giorgio Merula, Ottaviano Maria e Carlo Sforza. Entrato nelle grazie del duca di Milano Galeazzo Maria Sforza, divenne un ricco possidente terriero. Nel 1472 realizzò, insieme ad Antonio Zarotto, Cola Montano, Gabriele Orsoni e ai fratelli Pietro Antonio e Niccolò Castiglioni, di due società tipografiche volte alla pubblicazione di opere letterarie, di diritto e di medicina: il sodalizio durò meno di un anno, in quanto il Montano, geloso del successo presso la corte sforzesca di Paveri Fontana, scrisse degli epigrammi contro di lui che gli costarono poi il carcere da parte del duca dietro denuncia dello stesso Paveri Fontana. Nel periodo di confusione politica seguita all'omicidio di Galeazzo Maria Sforza il 26 dicembre del 1476, Gabriele Paveri Fontana parteggiò per il partito guidato dal fratello del duca scomparso, Ludovico il Moro, in contrasto con la reggente Bona di Savoia. Uscito vincitore il Moro dallo scontro con la cognata, il Paveri Fontana ritornò ad esercitare la sua funzione di magister fino al 1490, anno in cui morì a Milano. 

## Opere
La produzione di Gabriele Paveri Fontana è legata alla dimensione celebrativa del potere sforzesco (De vita et obitu Galeacii Mariae Sfortiae, 1477) e nella disputa che ebbe con Giorgio Merula (Invectiva in Georgium Merlanum seu Merulam, 1481). Curò edizioni del poeta latino Orazio e una traduzione in volgare del De educatione liberorum dell'umanista Maffeo Vegio. 